# Normadressat
Normadressat ist der Personenkreis, an den sich die Regelung einer gesetzlichen Bestimmung (Rechtsnorm) richtet, dessen Verhalten (Handeln, Unterlassen) durch das Gesetz geregelt werden soll. Adressaten einer Norm können natürliche und juristische Personen sein, ebenso aber auch Personenvereinigungen. Rechtsnormen im beschriebenen Sinne sind Gesetze, Rechtsverordnungen oder Satzungen. 
Die Norm bedarf zur Klarstellung des Adressatenkreises hinreichender Bestimmtheit. Grundsätzlich wenden sich Rechtsnormen an jedermann. Die Personenkreise können allgemein, aber auch spezieller aufgerufen sein. Aufgrund des Gebietsgrundsatzes gilt das deutsche Strafrecht beispielsweise für alle Inlandstaten (§ 3 StGB), gleichgültig, ob sie ein Deutscher oder ein Ausländer begangen hat. Normadressaten des Handelsrechts andererseits sind alle Kaufleute. Viele gesetzlich angesprochene Personenkreise sind kraft Sache eingeschränkt. So können sich vertragstypische Pflichten beim Pachtvertrag gemäß § 581 BGB nur an die Vertragsparteien eines Pachtvertrages richten. 